# 7. Flak-Division
Die 7. Flak-Division war ein Großverband der Bodentruppen der deutschen Luftwaffe im Zweiten Weltkrieg. Zuständig war die Division bei Aufstellung für die Abwehr von einfliegenden gegnerischen Flugzeugen mittels Flugabwehrgeschützen im Großraum Aachen-Köln.

## Luftverteidigungs-Kommando 7
Das Luftverteidigungs-Kommando 7 wurde im März 1940 unter Generalmajor Kurt Menzel neu gebildet. Es übernahm vor Beginn der deutschen Offensive im Westen einen großen Teil des Einsatzraum von dem Luftverteidigungs-Kommando 4.
Hauptaufgabe war die Verteidigung des Luftraums der Region Köln-Aachen, die an Belgien und die Niederlande grenzt.

## Geschichte
Die 7. Flak-Division wurde am 1. September 1941 aus dem Luftverteidigungs-Kommando 7 in Köln aufgestellt und dem Luftgau VI unterstellt. Generalmajor Heinrich Burchard wurde im gleichen Zeitraum Kommandeur des Verbands.
Die Flak-Regimenter der 7. Flak-Division hatten ihre Hauptquartiere in Köln, Leverkusen, Wuppertal, Brühl und Aachen.
Im Sommer 1944 ging der Stab / Flak-Regiments 47 als Stab zur Flakgruppe Münster der 22. Flak-Division und löste dort den Stab des Flakscheinwerfer-Regiments 54 ab. Der Stab / Flak-Regiments 120 kam als Stab / Flakgruppe Böhlen-Zeitz zur 14. Flak-Division (Luftgau III).
Die bei der 7. Flak-Division verbliebenen Flak-Abteilungen wurden nunmehr den Flak-Regimentern 14 und 144 unterstellt. 
Der Stab / Scheinwerfer-Regiments 84, welcher nach Oberschlesien verlegt worden war, wurde Ende März 1944 durch den Stab / Scheinwerfer-Regiment 113 ersetzt.
Anfang 1945 wurde das Divisionshauptquartier von Köln nach Mönchengladbach verlegt.

### Beim III. Flakkorps
Aufgrund der Kriegslage und der Nähe zur westalliierten Front erfolgte im Februar die Unterstellung unter das III. Flak-Korps.
Zum 1. März verlegte der Gefechtsstand südostwärts nach Herborn im Lahn-Dill-Kreis.
Ende März besetzten US-amerikanische Truppen das rechtsrheinische Köln und kämpften unter anderem Flakkampftrupps nieder, welche mit ortsfesten 8,8-cm-Flak-Geschützen auf Behelfslafetten an wichtigen Straßen in die Stadt positioniert worden waren. Alle Verbände des III. Flak-Korps waren in die schweren Abwehrkämpfe am Rhein eingebunden.
Durch den Vorstoß amerikanischer Streitkräfte aus dem Brückenkopf bei Remagen und die nördliche Umfassung durch britische Streitkräfte wurden viele nördliche Kräfte der Division im Ruhrkessel eingeschlossen.

### Kapitulation
Am 17. April nahm sich der Befehlshaber der Division, Generalmajor Erhard, angesichts der bevorstehenden Gefangennahme das Leben.
Die Division wurde Westfalen und Nordhessen von amerikanischen Truppen überrollt und ergab sich am 18. April 1945 den Amerikanern.

## Kommandeure
Als Luftverteidigungs-Kommando 7
- Generalmajor Kurt Menzel: bei Aufstellung bis Mai 1941
- Oberst Max Hesse: von Mai 1941 bis August 1941

Als 7. Flak-Division
- Generalmajor/Generalleutnant Heinrich Burchard: von der Aufstellung bis Ende Februar 1942
- Generalleutnant Rudolf Eibenstein: von Februar 1942 bis März 1943
- Generalleutnant Heinrich Burchard: von März 1943 bis Juli 1944
- Oberst/Generalmajor Alfred Erhard: von Juli bis August 1944 mit der Führung beauftragt, von August 1944 bis Mitte April 1945

## Gliederung
November 1943
- Flak-Regiment 14: Flakgruppe Köln mit den schweren Flak-Abteilungen 146 (ohne Stab), 381, 465 und der leichten Flak-Abteilung 749 (Untergruppe Fortuna)
- Flak-Regiment 47: Flakgruppe Leverkusen mit den schweren Flak-Abteilungen 371 (bei Flittard), 521 (bei Fühlingen), 101 und 203 (nur Stab)
- Flak-Regiment 120: Flakgruppe Wuppertal mit den schweren Flak-Abteilungen 137, 389 und der leichten Flak-Abteilung 886
- Flak-Regiment 144: Flakgruppe Brühl mit den schweren Flak-Abteilungen 135, 245 (Untergruppe Bonn), 331 (Untergruppe Wessling), 666 (Untergruppe Mielenforst) und den leichten Flak-Abteilungen 784, 785 und einer schweren Ersatz-Flak-Abteilung 423
- Flak-Regiment z. b. V.: Flakgruppe Aachen mit der schweren Flak-Abteilung 514 und der leichten Flak-Abteilung 889
- Scheinwerfer-Regiment 84: Flakscheinwerfergruppe Köln mit den schweren Abteilungen 130, 159, 270, 330, 408, 438 und 586
- Luftnachrichten-Abteilung 127

Januar 1944
- Flak-Regiment 14 mit den Flak-Abteilungen 381, 666 (vom Flak-Regiment 144) und der leichten Flak-Abteilung 749
- Flak-Regiment 47 mit den Flak-Abteilungen 371, 521 und 101
- Flak-Regiment 120 mit den Flak-Abteilungen 389 und den leichten Flak-Abteilungen 886 und der neuen Flak-Abteilung 915
- Flak-Regiment 144 mit den Flak-Abteilungen 135, 245, 331, 465 (vom Flak-Regiment 14) und den leichten Flak-Abteilungen 784 und 785
- Flakgruppe Aachen mit der leichten Flak-Abteilung 889
- Scheinwerfer-Regiment 84 mit den Scheinwerfer-Abteilungen 159, 270, 330, 408 und 438

Dezember 1944
- Flak-Regiment 14: Flakgruppe Köln mit den schweren Flak-Abteilungen 331, 371 (ohne Stab), 465, 512, 666 (ohne Stab). 707 (neu und nur Stab) und den leichten Flak-Abteilungen 749, 886, 101 und den schweren Ersatz-Flak-Abteilungen 416 und 902 und der leichten Ersatz-Flak-Abteilung 821
- Flak-Regiment 144: Flakgruppe Brühl mit den schweren Flak-Abteilungen 135, 222 (aus Bremen), 245 (ohne Stab) und den leichten Flak-Abteilungen 784, 785 (ohne Stab), 889 und 915 (neu)
- Scheinwerfer-Regiment 113 (neu): Flakscheinwerfergruppe Köln mit den Scheinwerfer-Abteilungen 159, 270, 408 und 438

## Bekannte Divisionsangehörige (Auswahl)
- Franz Thedieck (1900–1995), war 1945 CDU-Gründungsmitglied, von 1964 bis 1968 Vorsitzender der Konrad-Adenauer-Stiftung und von 1966 bis 1972 Intendant des Deutschlandfunks
- Hans Schäfer, Fußballspieler des 1. FC Köln
- Clemens Menze, deutscher Pädagoge
- Thomas Nipperdey, deutscher Historiker
- Karlheinz Jansen, Karnevalist
- Georg Esser, Maler und Grafiker